# 地獄少女の登場人物
『地獄少女の登場人物』（じごくしょうじょのとうじょうじんぶつ）では、テレビアニメ『地獄少女』シリーズおよびそれを原作にして漫画・テレビドラマ・小説・ゲーム作品の主な登場人物について詳述する。
「声」はテレビアニメ版で演じた声優、「演」はテレビドラマ版で演じた俳優 / 舞台版で演じた俳優 / 映画版で演じた俳優の順。
なお、各話で登場した依頼人およびターゲットに関しては、各作品の項を参照。

## 地獄少女
閻魔 あい（えんま あい）

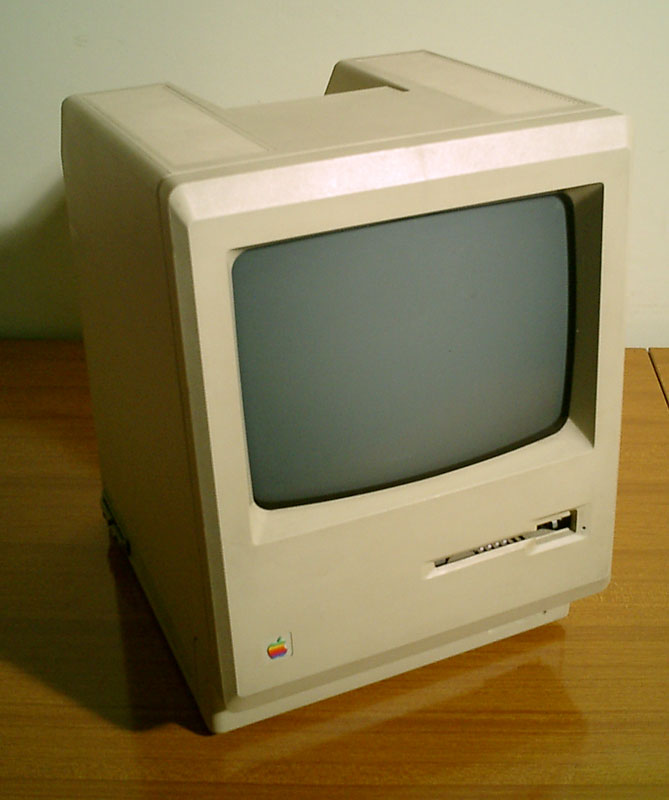
あいが使うパソコン（同型機）

声 - 能登麻美子 / 演 - 岩田さゆり / 荒井萌 / 玉城ティナ
本作品の主人公。小柄で、やや古風なデザインの黒いセーラー服を着た、おとなしそうな長髪の少女。サクランボが好物。
地獄通信にアクセスした依頼人の怨みの感情に共鳴する（具体的には「地獄通信」に依頼が入り、部屋のパソコンが自動起動した際）と、黒地に菊の花をあしらった振袖（『二籠』では花の種類が増え、『三鼎』では手鞠の模様。『宵伽』では蝶と薔薇の模様。）を着て、地獄少女として依頼を忠実に遂行する。
三藁からは「お嬢」と呼ばれている。基本的には朴念仁で常に冷静沈着。『二籠』では多少は感情を表に出す場面もあり、第十話で駄洒落を口にして受けなかった際には顔をほのかに赤らめている。
右手首（第1期第八話でのみ左手首）には、ターゲットを地獄へ流すための仕事道具である、鈴が付いた数珠のようなものを着けている。
ターゲットを地獄へ流す際の決め台詞は、「闇に惑いし哀れな影よ。人を傷つけ貶めて。罪に溺れし業の魂（たま）。いっぺん、死んでみる？」。
ターゲットを乗せた舟を漕いで地獄へ続く川を下る際には、「この怨み、地獄へ流します」（テレビドラマ版では、「この怨み、地獄に流します」）。この場面では、あいがターゲットに依頼人の怨みを代弁するかのように声をかけることがある。
普段は祖母と2人で、周囲に家が存在しない夕暮れに包まれた里（本記事では便宜上、「夕暮れの里」と呼称）に住んでいる。外観は古い藁葺き屋根の家屋で、庭一面に彼岸花が咲いている。その縁側や部屋の中で、あいは紙風船や折り紙、ビー玉でささやかに遊ぶほか、縫い物などをしながら暮らしている。また、縦笛を練習したり、金魚を金魚鉢から出したりすることもある（第1期オープニングアニメーションより）ほか、不機嫌な時は障子に指で穴を開ける。地獄少女として出陣する前には襦袢へ着替え、家の隣に流れる川で禊を行う。その際には、あいの祖母が声だけ登場する。
契約は、古来日本に伝わる丑の刻参りではなく、藁人形の首に結ばれた赤い糸が解かれることによって成立する。
依頼人を地獄へ流すために絶大な力を秘めており、周囲の空間を一変できるほどの黒い光線や、古びた寺社を簡単に吹き飛ばせるほどの青白い炎を放つ。そういった異能については、第1期第二十話で三藁を軽々と無力化したジルさえ地獄へ流すほど強力であるが、肉体自体は腹部を蹴られただけでも酷く痛がるダメージを受けてしまうほど華奢であることが、『三鼎』第六話で描かれている。
正体は、安土桃山時代に村のためと称して「七つ送り」の人柱にされた少女・あいである。両親や好意を寄せていた幼馴染の少年・仙太郎と共に七つ送りの掟を破り、罰として両親と共に地中へ埋められて人柱にされた際、仙太郎が村人による強要を拒み切れずにあいへ土を被せてしまったことから、仙太郎と村人たちへ強い怨みを抱きながら土中で死んでいった。その後に怨霊となって蘇り、暴走した怨みによる祟りの炎で、故郷・六道郷（むつみごう）を全滅させた。
「お前は己の怨みを解き放ち、新たな怨みを生み出した。その罪は重い」との人面蜘蛛の言葉からも、その罪を償うために地獄少女として働く責務を課せられる。これは、村を全滅させてしまった代償とはまた別のものである。そして、責務を果たしていく数百年間、自らの使命について考え続けていた。
輪入道の台詞によれば「お嬢が寡黙なのは、地獄で課せられた罰を私心を閉ざして遂行しているため」。第1期終盤で初めて感情を露にした後、『二籠』、『三鼎』と過ごすにつれてわずかながら赤面したり不機嫌な表情を見せたり、ラジオ番組へハガキを投稿してその結果に反応するといった、人間味を感じさせる描写も見られるようになる。
『二籠』最終話では掟に背き、悪辣な住民たちから迫害されていた拓真を助けるため、地獄流しから解放して現世で過去の自分と同様に白襦袢姿の人間へ戻った後、自らの罪や地獄流しに対する結論を出す。その結論とは、自らの死をもって怨みの連鎖を断ち切ることであった。やがて両親の魂が解放される中、自らが地獄へ消えることを経て責務を完了する。漫画版では、この時点から御景ゆずきへ憑依する時点（西暦2018年）までに現世では10年以上が経過しており、その間に地獄通信の公式サイトも消失していた。
『三鼎』では、霊として現世と冥界の狭間をさまようゆずきへ地獄少女としての役割を引き継がせるため、彼女に憑依することで復活を果たす。依頼遂行の際の「変身」も、ゆずきの絶叫と共に彼女の体内から蝶の羽化のように出現し、輪入道に乗らないままターゲットのもとへ参じるなど、過去2作とはまったく異なるものとなっていたが、六文燈籠の日に地獄から魂を送られたことで、ゆずきの身体から離脱した（漫画版では、身体を取り戻した後はゆずきへ憑依する前と同様の「変身」を行っている）。その後、ゆずきが自らの運命を受け入れて地獄少女と化したと同時に地獄へ一時帰還するが、彼女が掟を破って私怨で地獄流しを行おうとした際にはそれを制止するため、再び現世へ姿を現す。最後は、ゆずきの罰を代わりに受けて彼女を成仏させ、自らは人間の恨みが無くなるまで（事実上、人間が現世から1人残らずいなくなるまで）解放されない、永遠の地獄少女となった。
『宵伽』最終話では寒河江ミチルが2人目の地獄少女と化したが、エピローグの描写から、あいとミチルが別個に地獄少女として併存するようになったことがうかがえる。

御景 ゆずき（みかげ ゆずき）
声 - 佐藤聡美
『三鼎』で、あいの次に地獄少女と化した少女。

藤堂 まりや（とうどう まりや）
漫画『地獄少女R』で、ゆずきの次に地獄少女と化した少女。

寒河江 ミチル（さがえ ミチル）
声 - 和多田美咲
『宵伽』のキーパーソン。深緑色のワンピースを着ている11歳の少女。当初は自分が誰なのか思い出せない霊として、あいや三藁、そして地獄流しを依頼した人々の前に現れては、「本当にそれでいいの？」と問いかけていた。
生前は大正時代に生まれ、商社勤めの父（声 - 辻井健吾）は同じ長屋で暮らす住人たちから人望を集めていた。ところが、そのことから大家一家から強い妬みを買い、大家の息子と仲間の2人に河童が出るという噂のある池に強引に連れ出された後、池に突き落とされそうになってしまう。その際に発生した偶然の事故の結果、ミチルは自力で助かったが自分を殺そうとした大家の息子たちが溺死し、子供の仇という大義名分を得た大家夫婦の弾圧と、それに同調して態度を一転させて父への恩を忘れた長屋の住人たちから、村八分に遭う。その後、長屋の住人によって大家の屋敷の蔵に10日間も監禁されるが、その室内に落ちていた江戸風鈴の音で両親に居場所を知らせ、一旦は救出される。しかし、大家たちに取り囲まれて蔵から出られないまま父を撲殺され、両親と共に監禁されたうえでの放火に遭い、母（声 - 熊谷海麗）に守られながらも焼死する。
ミチルの記憶はここまでだったが、実は焼死した後、大家たちへの強い怨みを抱きながら業火を呼び起こしたうえ、焼け落ちていく蔵から放つ業火で大家の屋敷を全焼させ、さらにはその業火を町中へ放ち、大家夫妻や長屋の住人だけでなく無関係だった町民たちをも巻き込んで祟り、町を全滅させるという罪を背負っていたことを、あいに促されて思い出す。
こうして2人目の地獄少女と化したミチルは、あいのもとから自分のもとへ移った山童を従え、地獄流しを始める。ただし、理不尽に感じた依頼の場合は断るほか、「天国へ行けなくなる」と再考を促す場合もあるなど、あいとは異なる道を私情入りで模索する様子が描かれている。依頼者に藁人形を手渡す際の背景も夕暮れの里ではなく、路面電車が走るモダン建築の立ち並ぶ大正時代風の都市である。また、地獄流しの際には赤い牡丹をあしらった緑色の振袖を着ているうえ、口上も「天に背きし憐れな影よ。人の痛みに瞼を閉ざし、過ち犯せし咎の魂。いっぺん、死んでみる？」と、あいのものとは一部異なっている。

## 三藁（さんわら）
あいの代表的な3人の使い魔（妖怪）。主に、地獄流しの依頼者やそのターゲットの身辺調査などを行う。使い魔とはいえ、あいに拾ってもらってからは彼女への服従と信頼と忠誠心や人間だった時期からの思慕の他にも、それぞれ独自の思考や感情を持つ。それぞれ通常時の人間態、妖怪変化態、藁人形態と3つの姿に変化する。人間態時には特殊な術を用いているため、普通の人間からはたとえ以前に会ったことがあったとしても、同一人物だと気付かれない。また、たとえ気付ける者であってもその人物が記録した写真などに干渉し、それを消去することもできる。
藁人形態は、あいが地獄通信で依頼をしてきた者に契約を結ぶ印として手渡し、「地獄流し」発動まで依頼主に帯同する際のみに用いる特別な変化態。人形の首部分に結ばれた赤い糸が解かれると、変化した使い魔の「怨み、聞き届けたり…」という台詞が響き渡り、正式な契約が結ばれた旨を依頼者に告げる。
第1期では依頼に当たる際に輪入道しか藁人形態に変化せず、他の2人はあいと行動を共にすることが多かったが、『二籠』では他の2人も不定期に藁人形態へ変化し、依頼に随行している。また、第1期ではほとんど描かれなかった、三藁が妖怪化してあいのもとに加わるまでのエピソードが明かされている。
『三鼎』から『宵伽』最終話までは新規に山童が加わっており、この間は「四藁」となっていた。その後、山童は『宵伽』最終話であいのもとを離れてミチルの使い魔となっているため、本節では第1期からの慣例に従い、「三藁」とする。
輪入道（わにゅうどう）
声 - 菅生隆之 / 演 - 小倉久寛 / 島津健太郎 / 麿赤児
三藁の中では最も（妖怪）人生経験豊富と思しきリーダー的存在。三藁の中で最初にあいの使い魔となり、その当時は雲水のような姿をしていた。最も貫禄のある台詞を言うことが多い。人間態は和装（山高帽に袴）を粋に着こなす、禿頭の好々爺。正体は車輪の形をした妖怪。藁人形態の色は黒で、首に掛けている赤い襟巻きを巻き付けて変身する。調査を行う際の主な偽名は、不破 龍堂（ふわ りゅうどう）。怪力の持ち主で、暴走するトラックを止めたり、絡んできた不良をあっさり投げ飛ばしたりする場面もある。
妖怪になる前は、数百年前にある姫を追手から逃がすために使われた馬車の車輪だった。しかし、姫を守り切れなかったうえ、彼女の後を追うこともできなかった無念から妖怪化して人々を驚かせていたが、あいと出会ったことで彼女の使い魔となる。
あいのことは自分の孫、三藁のことは恋人のように思う（かなり「歳」は離れており、洒落っ気を含んでのことではある）。若い女性（特に女子学生）に強く感情移入することがあり、本人も気軽に彼女らから話しかけられるなど、親しみやすさを持つ。また、一目連ほどではないがナルシストでもあるほか、釘を打たれたり肥溜めに捨てられたりと、実質的な被害を受けたことがある。
あいがターゲットのもとへ向かう際には、妖怪の輪入道としての姿に変化して彼女を乗せ、車輪に炎をまとって天空を高速で飛びながら送る役も担う。
『三鼎』では、校務員として市立賽河原第四中学校に潜入する。あいと再会するまでは工事現場で働いていたが、きくりによってあいと再会する。
きくりからは「ハゲ」と呼ばれている。
一目連（いちもくれん）
声 - 松風雅也 / 演 - 加藤和樹 / 小澤亮太 / 楽駆
三藁の1人。人間態の容姿は主にパーカーとズボン（『二籠』ではスタイリッシュなジャンパーに、靴は行動的なスニーカー）というカジュアルな服装をラフに着こなす好青年風で、かなりの美形に描かれている。両耳に銀色のピアスをしている。藁人形態の色は青で、身に着けているペンダントへのキスで変身する。
妖怪になる前は、数多くの人に斬殺目的で使われてきた刀の九十九神であった。やがて戦場に廃棄されていたところをあいと出会い、彼女の使い魔となる。
主に、あいの命令で依頼者やターゲットに関する情報を集め、彼女が動く（依頼を受ける）に値するかどうかを見定める役目を担う。情報収集時には少し長めの前髪や頭頂・後頭部などに隠された「目」（頭頂の目も黄色のような色）を使い、どんな場所でも対象に気付かれずに覗き見ることが可能。この「目」は、場合によっては相手を威嚇したり、目玉だけがあらゆる場所に入り込み、ターゲットや依頼者を監視する目的にも用いられる。「目」を光らせ、突風を起こしながら瞬間移動するように姿を消したこともある。相手が好き者だった第1期第六話では、身体を張った斥候もこなす。
自身の美貌に自覚的なナルシストであるうえ、軽口を叩くことが多く、しばしば骨女にたしなめられる。調査を行う際に使う主な偽名は「石元 蓮（いしもと れん）」。
三藁とあいを家族のように思っている。また、兄弟の片割れを亡くした者への感情移入が散見され、兄弟絡みの依頼になると積極的にあいに付いて行く。
『三鼎』では、理科教師として市立賽河原第四中学校に潜入する。それまでは銭湯で働いていたが、山童との出会いであいと再会することになる。ある理由から生徒に怨まれ、地獄通信に名前（もちろん偽名）を書かれたこともある。
映画版では、日本刀を携行しており、地獄流しの際に使用している。
骨女（ほねおんな）
声 - 本田貴子 / 演 - 杉本彩 / 瀬戸早妃 / 橋本マナミ
三藁の1人。人間態の容姿は主に露出度が高いオフショルダーの着物（『二籠』では艶やかな牡丹柄の振袖）を妖艶に着こなす、妙齢の美女。正体は骸骨で、身体の一部を白骨化させることが可能（主に地獄流しの際に相手を脅すため、変化させる場合が多い）。また、炎をまとわせたクナイを放つ攻撃もする。藁人形態の色は赤で、首に赤い帯締を器用に巻き付けて変身する。
あいの命令で、変装してさまざまな場所に忍び込んだり、妖艶な雰囲気と色っぽい仕草で男性を誘惑したりすることが得意。この活動時は外見年齢に合わせ、OL風の赤いスーツやナースなど、さまざまなコスチューム姿となる。
三藁の中でもあいへの忠誠心は高く、彼女の邪魔をする者は率先して排除すると公言しているが、三藁の中では一番の人情家でもあるため、特に女性の依頼者に感情移入することも多い。
妖怪になる前は人間の娘・つゆであり、商家に奉公していたが、同家の息子に駆け落ちしようと騙されて連れ出され、そのまま遊廓に売り飛ばされた。しばらくは遊女として生活していたが、妹のように思っていた別の遊女に裏切られ、その相手の男性に殺害されて川へ流された後、死に切れずに骨女と化して人々を驚かせていたところ、あいと出会って彼女の使い魔となる。
三藁とあいを仲間のように思っている。三藁の中では最も社交的な性格をしており、友人を作るなど、時には人間に入れ込むこともある。あいや他の2人と同様に長い年月を経ているにもかかわらず年齢には非常に敏感なところがあり、つぐみと初対面を果たした際には「おばさん」と見なされたことから使い魔らしからぬ失態を犯して一目連に呆れられ、『二籠』ではきくりから年増呼ばわりされたことで激怒している。
第1期第五話では、現世で行動する際に恩田（おんだ）と名乗るが、『二籠』第十話において現世で行動していた際には、根来 哲郎（ねごろ てつろう、声 - 千葉繁）から曽根 アンナ（そね アンナ）という芸名を貰っており、それ以後も必要があれば使用している。
『三鼎』では、体育教師として市立賽河原第四中学校に潜入する。それまでは「骨」というスナックを営んでいたが、突如現れたあいによって新しい地獄少女の存在を知った。なお、スナック「骨」は『宵伽』回顧録にて劇メーション内での主要舞台としても登場した。
山童（やまわろ）
声 - 椎名へきる
『三鼎』で新たに登場した使い魔。人間態は長袖のシャツと短パン姿の、大人しい少年。第一話において、銭湯で働いていた一目連の前に突如現れた。藁人形の色は黄色で、頭に葉を乗せて変身する。
素直で礼儀正しい性格。きくりを「姫」と呼び、常に彼女の傍に居る。当のきくりからも気に入られており、他の3人は「ハゲ」「エロ目玉」「おばさん」などという呼ばれ方なのに対し、「わろわろ」という呼ばれ方で家来扱いされる。
正体は山で生まれた妖精の一種であり、山へ入ってくる人間の前に裸の童子の姿で現れていた。『三鼎』以前にも1人で生きていたところをあいに誘われていた経緯を持つが、その時は1人で生きることに疑問を持っていなかったため、断っている。しかし、麓の屋敷に暮らす家族を見たことから人間との交流に興味を持ち、しばしばこの家族の様子をうかがうようになり、その家の息子が屋敷周囲の沼で消息を絶った後、偶然山童の姿を見かけたその家の夫人・芦屋 富士子（あしや ふじこ、声 - 藤田淑子）に「息子」として迎え入れられ、他者との交流を知る。ただし、その家の主人である学者・芦屋 利三郎（あしや りざぶろう、声 - 大木民夫〈老年期〉、浜田賢二〈壮年期〉）は山童を息子と見なさず、人ならざるものと知った後は夫人を延命させるための冬虫夏草を寄生させる実験台として扱った。夫人を救うためにと山童は納得のうえで身体を提供していたが、夫の所業を知った夫人の手によって逃がされたことで親しい者との離別と孤独感を知り、あいの使い魔となる。
能力は風を操る類であることが示唆されており、第六話で初めて発揮する。また、第二十五話ではゆずきの母の死に際し、自分自身の過去を思い出しながら彼女のそばにあった桜の木を一気に開花させ、満開にした。
『宵伽』では、あいや依頼者の前に現れて地獄流しを再考するように促していたミチルのことを気に留めており、彼女が最終話で2人目の地獄少女と化したことを機にあいへ暇乞いを出して了承され、ミチルの使い魔となる。

## 夕暮れの里の者
人面蜘蛛
声 - 柴田秀勝
あいの家に巣を張っている、背中に3つの目がある蜘蛛。あいの家だけでなく、あいの行く先々で付きまとうように現れては、常に彼女を監視している。終盤では言葉を話せることや、あいより高位の存在であること、そしてあいにかつて彼女自身が犯した罪を償わせるべく、地獄流しの任務を課したことが明らかとなる。
『二籠』ではきくりに憑依し、あいを監視する。
『三鼎』でも人形のきくりに憑依し、最終話にて掟を破ったゆずきを制裁するため、人形の首を引きちぎって変化する。
『宵伽』では最終話でミチルの前に姿を現したが、台詞は無かった。
あいの祖母
声 - 松島栄利子（テレビドラマ版でも同役の吹き替えを担当）
あいと共に暮らしているが、いつも障子越しに声や糸車を回す影しか出て来ず、名前や正体については一切不明。普段はあいとしか話さないが、第1期最終話では一にも言葉をかける。
『二籠』では、糸車に悪戯しようとしたきくりや、彼女によってあいの家へ迷い込んできた蛍にも、声をかけている（障子の向こう側の姿を見た蛍は、驚愕の声を上げた）。『二籠』最終話では、三藁にあいからの伝言「ありがとう」を伝える。
『三鼎』では、あいが肉体を取り戻した後の第十四話から登場。彼女も四藁らが現世での拠点としている用務員室に居る描写がある。第二十話では、あいが地獄少女として復活したことを自身が望んでいたことなのかと彼女に問いかけた。
きくり
声 - さかいかな（『三鼎』までは酒井香奈子名義） / 演 - 高橋紗妃（舞台版）
テレビアニメ版では『二籠』第一話、漫画版では第16話から登場。あいとは対照的に青く大きな目を持ち、頭に椿の花を飾り、濃紺の無地に黒襟の短い着物、濃い紫の帯、下には白い越中褌で巻が高い草履を履いた幼女。『二籠』登場初期は、パフスリーブのブラウスにサスペンダー付きの水色のスカート、縁のある帽子と、現代の幼女のようなごく普通の服装で、それ以降もたまに着る。また、カエルをモチーフにした雨合羽を着ることもある。白い布を自在に操る能力を持ち、手足のように遠くの物を掴めるほか、人間1人をぶら下がらせるだけの力も持つ。
あいのことを気に入っており、彼女の言うことには逆らえないが、無邪気な性格ゆえに余計で非情な悪戯を行う、お節介を焼くなどの行動に出ることもある。また、猫が苦手。
詳しい正体や目的は不明だが、人面蜘蛛に憑依されていたことが『二籠』最終話で判明する。人面蜘蛛の力かは不明だが、ずっと昏睡状態だった人間をキスで目覚めさせたこともある。
『二籠』では第一話から画面端などで姿の片鱗を覗かせ、第四話であいや三藁のもとに姿を現し、彼女たちに同行するようになる。第十三話では、三藁が下調べのために開いたおでんの屋台で「きくり、ウインナー」と繰り返し注文していたことから、おでんの出汁で煮込んだウインナーが好きらしい。なお、おでんのウインナー好きについては、それ以降の話でも触れられている。
『三鼎』では実体が無く、小さな蜘蛛の姿で現世に現れた後、駄菓子屋のブリキの玩具を依り代として憑依し、幼女の姿となる。日頃は、背中のぜんまいを時々誰かに巻いてもらわないと動けなくなり、ぜんまいが切れた時には会話以外の行動ができなくなる。憑依した玩具の乗っていた三輪車を実寸大にしたような乗り物に乗り、かなりの高速で走り回る。次代の地獄少女を自称してはばからないが、あいからは冷たくあしらわれているため、最終話で彼女が永遠の地獄少女となった際にはむくれていた。
『宵伽』第六話では家来扱いしていた山童がミチルの使い魔となったことに不満を抱いている様子で、一目連と骨女からは「山童にフラれたってこと」「ご愁傷さまだね、きくり姫」などと弄られている。同話の本編終了後には次回予告を担当しているが、回顧録の意味は理解していない。また、第十一話では劇メーションパートでラーメンの出前を頼んでおり、それを持ってきた山童そっくりの出前少年（声 - 椎名へきる）を見た三藁に冷やかされて赤面するなど、山童には淡い恋心も抱いていたことが示唆されている。

## 現世の人々

### 第1期
柴田 一（しばた はじめ）
声 - うえだゆうじ / 演 - 西村和彦
テレビアニメ版では第1期第八話から、テレビドラマ版では第四話から登場。かつては第一公民社の政治経済誌「ジャパン・ナウ」の敏腕記者だったが、現在はフリーランスの事件記者。しかし、裏では取材したスキャンダル記事を当事者に売り付ける強請行為で金銭を稼ぐなど、汚れ仕事にも手を染めている。反面、娘のつぐみには頭が上がらず、いつも言い負かされるという一面も持っているが、本気で怒るとつぐみでさえも恐れる時がある。
地獄少女の存在を知って彼女の実態を追い求めるようになった以降、とある過去から「復讐はいけない」と、地獄少女への依頼人にその復讐を止めさせようと奔走していくが、青臭い理想論を自分の娘や依頼人に説く割には自分自身にも責任の一端がある妻の過ちを許せず、自殺に近い事故死に妻を追い込んでいたことが明らかとなる。第二十一話を除くとあと一歩のところで失敗に終わるのが常であり、三藁からは邪魔者扱いされている。
第1期では自分の祖先である仙太郎（そのため、あいとは遠縁に当たる）とあいが犯した罪を知り、つぐみともども地獄へ流されそうになるが、辛くも助かる。そして、地獄流しのシステムが地獄少女自身にもどうにもできないこと、ありとあらゆる人間の業（ごう）に起因すること、自分個人の力がおよばないことを悟ったあとは依頼人への干渉などを一切行わなくなり、物語の舞台から退く。
『二籠』では第1期以後に『真実の地獄少女』と題する本を自費出版していたことが第二十四話で明かされており、同書籍は以降も数々の人間と深く関わることになる。その後における一の行方は、『二籠』では終盤に誠一が『真実の地獄少女』を読んでいるシーンに執筆する後ろ姿と声で登場したのみ、『三鼎』では生存していることがつぐみの台詞からうかがえるうえ、第二十話で骨女が「はじめちゃん、どうしてるんだろうね？」と呟いているので、地獄流しはされていないことが示唆されている。
あいを追い求める際に使用していた車輌は、テレビドラマ版ではオートバイに変更された。
漫画版ではつぐみ共々未登場だが、『新・地獄少女』では秋恵の父・高杉憲久が『真実の地獄少女』を持っており、その著者として一の名前がある。
柴田 つぐみ（しばた つぐみ）
声 - 水樹奈々 / 演 - 入江紗綾（幼少期：星ひなの）
テレビアニメ版では第1期第八話から、テレビドラマ版では第三話から登場。父の一と二人暮らし。
第1期では小学校低学年（テレビドラマ版では小学6年生）の割に大人びた態度を取り、生意気な言葉遣いで喋る。一のことも「はじめちゃん」（テレビドラマ版では「お父さん」）と呼び、「はじめちゃんの保護者」を自称しているが、実際は寂しがり屋で年相応に子供。仕事で不在がちな父に代わり、家事を一手に担っている。
あいとの邂逅以降は彼女の精神とリンクするようになり、あいの発言を自分の口から発したり、見ている光景がつぐみ自身にも見えるようになっていく。当初は過去のトラウマから復讐を否定する一と違い、あいのことを「悪人をやっつける正義の味方」と思い込んでおり、一と意見が対立することもあったが、第1期第二十三話の事件を機に何が正しいのかが理解できなくなる。その後、実は仙太郎の血縁者であり、あいとは遠縁に当たるという過去の因縁から彼女にそそのかされて一を地獄へ流そうとするが、真実を知って寸前で思い留まる。
『二籠』では第二十四話で成人前まで成長した姿となって登場し、髪型もロングヘアとなっている。きくりに導かれて誠一の前に現れ、一の意思を彼に伝えた。
『三鼎』では第四話で母のあゆみ似の成人後の姿となって登場し、市立賽河原第四中学校の学校医として四藁が赴任する1年前から働いている。地獄通信に否定的だった過去とは違い、その必要性を理解している。ゆずきの存在については失われてしまった後も認識しており、彼女に自分の過去や地獄通信の必要性、すでに生者ではないことを語ったうえ、最終話では彼女を助けてあげられなかった自責の念に駆られつつ、骨女と一目連に「もう会うことは無いと思う」と告げて町を去る。
『宵伽』では第四話で高級老人ホーム「うつくしの館」で働くヘルパーとして登場。入居者の一人である窪田さくら（くぼた さくら、声 - 高橋ひろ子）に普通の人間とは違う経験をしてきたことを見抜かれ、彼女に今まで多くの人を見送って来たこと、そのたびに何もできなかった自分にできることを見つけるため、介護士になったことを話した。同施設では一部職員による入居者への暴力が起きており、それを率先して行う社長の矢野原冴子（やのはら さえこ、声 - 井上喜久子）をさくらが地獄流しする前に同僚の河原（かわはら、声 - M・A・O）らと共に告訴しようと考えたところ、依頼者の偵察に来ていた輪入道と同施設内で再会し、さくらが認知症を発症して輪入道のことを認識できなくなった際には「そんなに自分が忘れられたことが辛い？」と問いかけたうえ、「これで地獄流しのことも忘れる。あなたはそれで良かったんでしょ？」と彼を責めた。なお、ミチルの存在についてはゆずきの時と同様に認識しており、あいと遠目ではあるが顔合わせも果たしている。
柴田 あゆみ（しばた あゆみ）
声 - 生天目仁美 / 演 - 大塚ちか
一の元妻で、つぐみの母。作中開始前の時点で亡くなっており、第1期の回想シーンのみに登場。旧姓は小川。一とは他人も羨む大恋愛を経て結ばれた。
第1期では、つぐみの誕生後は以前にも増して仕事に打ち込むようになった一の姿に寂しさを抑え切れず、他の男性と過ちを犯す。激怒した一に本心から謝るも、突き放されたことがきっかけで、後に運転していた車ごと事故に遭い、死亡した。
テレビドラマ版では本編開始の5年前に失踪したと思われていたが、実際は編集長の稲垣が暴力団の依頼で一の名前を使って捏造記事を書いたことが原因で一家心中した姉の怨みを晴らそうと、喫茶店のマスターの西が地獄少女に依頼したため、地獄へ流されていた。
仙太郎（せんたろう）
声 - 豊永利行
第1期第二十話の回想シーンや幻のみに登場する少年。あいや柴田親子と深い因縁を持つ。
父子家族にしてあいの従兄かつ幼馴染であり、柴田親子の先祖に当たる。
五穀豊穣のための人身御供として埋められそうになったあいを、彼女の両親に頼まれてひそかに助けたが、それ以降の村は凶作に悩まされることとなる。その後6年間はあいを祠に匿い続けたが、彼女を水浴びさせるために祠から出したところを村人に発見される。村人によって穴へ放り込まれたあいに対し、父や村人に責められるままやむなく土を掛けるが、そこで彼女の絶望と怨嗟がこもった言葉に怯えて逃げ出す。やがて、夜中に土中から蘇ったあいが村を焼き滅ぼす姿を背に村を離れた仙太郎は、黒飴屋として大成した後にはせめてもの償いにと、あいと彼女以前にも埋められた少女たちの菩提を弔うため、七童寺を建立する。
なお、現代の七童寺の住職は、仙太郎の非血縁者が務めている。後にあい自身の手で本堂は炎上させられるが、住職は難を逃れ、炎上する寺の前で頭を抱えながら慌てていた。
あいの両親
声 - 河本邦弘（父）、天野由梨（母）
第1期の回想シーンのみに登場。共に名前は不明。
あいを人身御供から逃れさせるべく仙太郎に託すが、6年後にあいが発見された結果、村人たちに暴行されて命を落とした。
あいが犯した罪によって成仏できず、朽ち果てた心身共々、現代に渡るまで地獄に捕われの身となっていたが、『二籠』最終話であいが怨みの連鎖を断ち切ることを選んだために解放され、成仏する。
ジル・ドゥ・ロンフェール（Gilles De L'Enfer）
声 - 福山潤
第1期第二十話に登場。相手に恐怖や過去を映す映像を見せることや念力を使うことができる、生来の超能力者。緑色の瞳を持つ金髪の美少年で、冷酷な性格にプライドの高い一面を持つ。
両親に恐れられての殺害を経て地獄へ落ちるも自身の能力で現世へ戻ってきたことを自称しており、自分を殺した両親や学校の教師などを次々に殺害した。
ADの阿部 亜紀（あべ あき、声 - 折笠愛）から地獄少女の噂を聞いてエスパー☆ワタナベを利用し、「ジル対地獄少女」の対決を企てて三藁を圧倒するが、あいには敵わなかったうえ、契約するはずがないと思っていたワタナベが藁人形の糸を引くのを見て驚愕し、「何度地獄へ落ちても生き返り必ず勝負をつける」と言い残して地獄へ流された。
2020年に藤商事から発売・稼働開始したパチンコ『P地獄少女 四』で後日談が描かれ、宣言通り地獄から甦り復讐を果たすべくあいと三藁の前に現れ、あいをウェディングドレス姿に変えたうえ、自分に地獄へ流されるか自分の花嫁になるかどちらかを選ぶように告げるが両方とも断られ逆上。あいを地獄へ流そうとした時に自分の協力者だったADの阿部が藁人形を持って現れ、ジルのせいで自分の番組と人生が滅茶苦茶にされたことを怨まれ彼女に糸を引かれ再度地獄へ落ちた。地獄へ流された後も再び復活宣言をしたうえ、あいも「彼はまた戻ってくるかも知れないわ」と呟いていた。
なお、名前の読みは「ロンフェール」（l'Enfer）がフランス語で「地獄」を意味することから、日本語への直訳では「地獄のジル」となる。
漫画版では対戦型格闘ゲームのキャラクターとして登場している。
エスパー☆ワタナベ
声 - 三木眞一郎
第1期第二十話に登場。
超能力者を偽ってテレビ番組に出演していたが、ジルの引き立て役に使われたうえ、彼の能力によってトリックをカメラの前で暴露され、失脚する。さらにはジルへの復讐心をつけこまれ、地獄少女を呼び出すダシに使われてあいを呼ぶものの、契約を交わせば自分も死後に地獄へ落ちることを知り、戸惑う。しかし、すべてを知った自分はいずれジルに殺害されると考え、糸を引いて彼を地獄へ流した。
モデルはシリーズ原案のわたなべひろし。

#### テレビドラマ版
西（にし）
声 - 斧アツシ / 演 - 田中要次
柴田親子が通う近所の喫茶店「あるる館」のマスター。正確なフルネームは不明だが、一には「テツ」（表記不明）と呼ばれる。テレビアニメ版では名前はなく、端役扱いだったが、テレビドラマ版では主要人物となった。
柴田親子をいつも気に掛けているが、実は一の名前で書かれた記事が元で一家心中した姉一家の恨みを晴らすため、あゆみを地獄へ流すよう地獄少女に依頼した身である。
その5年後には復讐の矛先をつぐみへ向け、彼女を拉致する。しかし、地獄通信へアクセスした一につぐみの監禁場所を突き止められ、あいに真実を見せられたことによって自分の愚行を悟ると、一の持っていた藁人形の糸を自分で引いて地獄へ流される。
稲垣 隆史（いながき たかし）
声 - 高木渉 / 演 - 金山一彦
第一公民社の雑誌「ジャパン・ナウ」の編集長。
テレビアニメ版では地獄へ流されたターゲットとしての端役だったが、テレビドラマ版では地獄には流されず主要人物となった。
一からは兄貴分として慕われていたが、5年前に彼がニューヨークへ赴任した直後、暴力団からの依頼である会社に関する捏造記事を「柴田一」名義で書いていたことが明らかになる。
大滝（おおたき）
演 - 渡辺哲
テレビドラマ版オリジナルキャラクター。定年間近の警部。苗字のみで名前は不明。
一とは顔見知りで、事件に関する情報や過去の捜査資料などの情報を提供する。
最終話では胸元に地獄流しの刻印があることが判明する（ターゲットは暴力団の若頭・若槻 淳也〈わかつき じゅんや、演 - 北岡龍貴〉）。

#### 朱蘰の登場人物
地獄少女 朱蘰#登場人物を参照。

### 第2期
紅林 拓真（くればやし たくま）
声 - 藤村歩
『二籠』におけるキーパーソン。初登場は第十四話。それ以降は第二十二話から最終話まで登場する。
父・栄一（えいいち、声 - 松本保典）の都合で母・令子（れいこ、声 - 白鳥由里）とともにアメリカ合衆国から帰国し、新興住宅街・ラブリーヒルズに引っ越してきた小学5年生（漫画版では中学2年生）の心優しい少年だが、父に怨みを持つ男性・柿沼 敏也（かきぬま としや、声 - 古澤徹）の手で令子を殺害された際に凶器のボウガンを発見したことから、令子殺害の嫌疑を掛けられる（漫画版では令子は病死している）。復讐のために地獄通信にアクセスするが、「人を恨むのは良くないから」とすぐに藁人形を返す。しかし、柿沼のことを親友と信じて彼の家に向かった栄一は、令子を殺害した証拠を目にして殺害されたうえ、その現場へ警察に通報したうえで駆け付けた拓真を殺害しようとした柿沼が、第三者によって地獄へ流されてしまう。栄一は一命を取り留めるも意識不明の重体になったうえ、その場に駆け付けた警察は被害者である彼と拓真を発見するが柿沼は現世から消失済みという、拓真にとって最悪の状況が完成してしまう。令子の殺害・栄一の殺害未遂とも証拠不十分によって警察からは釈放されるが、周辺住民からは「悪魔の子」と疎まれるようになる。
第二十二話での再登場以降は、あいの地獄流しの濡れ衣まで着せられる。やがて、ラブリーヒルズ住民が結成した自警団に捕まって殺されかけたところを飯合兄妹に助けられるも、誠一が地獄へ流されたことによって心が折れた蛍には、地獄通信を通して藁人形の糸を引かれる。しかし、結果的に地獄から生還した拓真は、そこで自分の後を追って入水して昏睡状態に陥った蛍の姿を発見する。ついに我慢の限界に達した拓真は、自警団の一員・蓮江の家（漫画版では露木の家）に放火するが、そこで彼らに殺されかけたところをあいに救われる。その後、誠一の残していた録音テープによって無実が証明された拓真は、意識を回復した栄一と共に、病院のベッドで眠る蛍の回復を待ち続ける。
飯合 誠一（めしあい せいいち）
声 - 日野聡
『二籠』第二十三話から登場。ラブリーヒルズでの連続失踪事件を調査している、群馬県警湖端署の刑事。
捜査の過程で地獄通信の存在を知り、その真実に迫ろうとして拓真の身体に地獄流しの刻印が無かったことから彼の無実を確信するが、拓真に罪を被せようともくろむ自警団の住民から「悪魔の子の一味」と決め付けられたうえに集団暴行を受け、監禁される。やがて自力で脱出した後、妹の蛍と拓真が自警団によって湖へ沈められそうになっている場に駆け付けて2人を保護するが、車で署へ帰る途中に蓮江の手によって地獄へ流される。しかし、事前に残していた会話の録音テープは、拓真の無実を証明することになる。
飯合 蛍（めしあい ほたる）
声 - 大浦冬華
『二籠』第二十三話から登場。誠一の妹。兄・誠一の何気ない一言からおおまかに事件を推察するなど洞察力に長けており、誠一の力になるために拓真へ直接聞き込みに行くなど、兄思いで行動力のある一面も持っている。
地獄通信の存在は迷信と考えていたが、きくりに導かれて迷い込んだ夕暮れの里で、あいの家にある水瓶の中で見た地獄流しの依頼者の名前が書かれた蝋燭に拓真の名前が無かったことから、彼の無実を確信する。そこへ帰って来たあいに地獄流しを止めるよう抗議するが、あいは自分に決定権が無いことを告げるのみであった。
ラブリーヒルズへ帰還後、拓真を警察に保護してもらうべく2人で逃走するが、自警団に捕まり湖に沈められそうになる。その窮地から救出してくれた誠一が地獄へ流されたことから何を信じて良いのかわからなくなり、地獄通信にアクセスして拓真の名前を書き込む。藁人形の糸を引いた後には後を追おうと入水自殺を図るが、生還した拓真に救われる。すべてが終わった後も一命は取り留めるものの、病院のベッドで意識不明のまま眠り続ける。
水谷 せり（みずたに せり）
声 - 清水香里
『二籠』第二十二話に登場。
蓮江を援助交際と称して手玉に取って後日に電話で脅迫するといった非行少女であるが、拓真には優しく接して無実を信じる理解者としての一面も持っている。
拓真の家から出る途中、蓮江の妻である美鈴によって地獄へ流される。
蓮江 保晴（はすえ やすはる）
声 - 河本邦弘
『二籠』第二十二話から登場。ラブリーヒルズ住民が結成した自警団の1人。
気の弱い男性であるが、きわめて歪んだ性根を持ち、妻・美鈴（みすず、声 - 鵜飼るみ子）や露木らとともに拓真を「悪魔の子」と決め付けたり、真実を知った飯合兄妹を監禁したりした。
拓真と蛍を湖へ沈めようとした際に制止してきた誠一を、地獄へ流す。
拓真の無実が証明されたあとは、妻・美鈴や他の自警団らと同様に行方をくらましている。
露木 泰嗣（つゆき たいじ）
声 - 大塚周夫
『二籠』第二十三話から登場。
ラブリーヒルズ住民が結成した自警団の1人で、自警団のリーダー的存在。薄毛頭が特徴。
蓮江同様の下劣で、彼らとともに拓真や飯合兄妹を監禁しようともくろんでいたが、拓真の無実が証明されたあとは、蓮江らとともに行方をくらましている。

### 第3期

#### 賽河原市立第四中学校
御景 ゆずき（みかげ ゆずき）
声 - 佐藤聡美
『三鼎』におけるヒロインの1人にしてキーパーソン。市立賽河原第四中学校三年生のごく普通の少女。性格はおっとりしていて大人しいが、物語終盤では、強気な性格になっていき、特にあいに対しては攻撃的な態度をとるようになる。両親とは別居しており、団地で一人暮らし。
次の地獄少女となる運命を負っており、ある日突然あいに依り代として憑依されてから、地獄少女に翻弄されていくこととなる。そのせいでつぐみと同じように、地獄通信を通じてあいと接触を図る者たちが見える能力を持つことになる。
六文燈籠の日にあいが離れた後もその能力は健在で、秋恵が地獄へ流されてしまったことから地獄通信にアクセスし、あいに流しの依頼を行おうとしている者たちを止めようと動く。その後、地獄少女に関する一切を意図的に無視し、高校受験に向けて勉強に励むが、担任に内申書を紛失されたり友達に失念されたりするなど、徐々にゆずきの存在が失われていく。それに前後して自宅の団地も廃墟に変貌していき、高校の合格発表の日には自宅で白骨化した自分の遺体を見つけたことから、自分がすでに故人であることを思い出した。
ゆずきの父・一彦（かずひこ、声 - 磯部弘）はバスの運転士であったが、ゆずきが幼いころに事故を起こしてしまう。しかし、それはバスの整備不良によりブレーキが作動せず起こった事故であった。一彦はそのまま亡くなってしまうが、事故の責任をバス会社から押しつけられてしまったため、ゆずきと母・小夜子（さよこ、声 - 島本須美）は事故の被害者や遺族らから責められ、近所から迫害される。周囲の人間との関係を一切断ち切られて小夜子は病に伏し、ゆずきも陰湿ないじめを苦に小学校を不登校するようになる。親戚を頼ろうとして断られ、診療所から診療拒否を受けた上、病状が極めて悪化したため、小夜子とゆずきは死に場所を求めてアパートを出ていき、数時間神社の祠に籠るが、そこで小夜子は死亡してしまう。ゆずきは母を桜の花びらで埋葬して単独で自宅へ戻り、生前の父にプレゼントされたクマのぬいぐるみを抱きしめながら、孤独と絶望の中で力尽きて死亡した。なお、生前のゆずきは幼少時の秋恵と出会っており、死亡する時点でもまだ小学生だったが、祠から眺めた中学生の姿に憧れた際の強い思いにより、ゆずきは中学生として現世に留まり続けることになった。
自分の悲惨な生い立ちを思い出したことで、地獄通信がこの世に存在する理由と必要性を確信し、地獄少女となる運命を受け入れ、瞳の色もあいと同じ赤い色に変わる。しかし、地獄で彷徨うべき存在である秋恵を己の私情で使い魔とし、地獄少女の掟（自分で裁かず、地獄流しを依頼された者をただ流す定め）を破ることを表明したため、輪入道以外の使い魔に見捨てられてしまう。地獄少女としての最初の依頼を受けた際には、ターゲットの梓が秋恵を地獄へ流していたことを知り、梓への復讐心に取り憑かれる。その結果、掟を破って私怨で地獄流しを行おうとしたため、人面蜘蛛から永遠に地獄を彷徨う罰を下されるが、あいが代わって罰を受けて地獄少女に復帰したことで解放され、最後は彼女に見送られながら成仏した。
なお、ゆずきを演じた佐藤聡美とあい役の能登麻美子は、「普通の中学生なのに1人暮らしをしている」ことから、「ゆずきは普通じゃない」と思ったという。
高杉 秋恵（たかすぎ あきえ）
声 - 沖佳苗
ゆずきの同級生で親友。大人しい性格のゆずきとは反対に、明るく活発。髪は短いポニーテール。父と二人暮らしで、家事は家政婦の晴子（はるこ、声 - 定岡小百合）に任せているが、時折晴子に料理も教わっている。
親しかった家庭教師の梓から、名家の息子から暴力を受けて彼女の父が寝たきりになった事件の捜査を秋恵の父が行わずに揉み消した事実を知らされる。そのショックで実家を出てマンションで暮らすようになるが、梓の復讐の対象として狙われ、六文燈籠の日にゆずきの目前で地獄へ流される。
実は幼いころに父親のバス事故で周囲からひどい迫害を受けていたゆずきと出会い、病気の母親を助けようにも助けを求められず、どうすればいいのか分からずに途方に暮れていたゆずきを励まし、飴を贈った。
ゆずきが地獄少女になったあとは彼女のそばに付き添っていたが、後に人面蜘蛛が秋恵の姿を借りていたことが判明する。
江上 そら（えがみ そら）
声 - 伊瀬茉莉也
ゆずきのクラスメイトで、「アミーゴズ」の一員。常に望や珠代と共に行動している。髪は三つ編み。
ゆずきが地獄通信とアクセスできる者が見える能力を持っていることや、秋恵が地獄へ流されたことは、望や珠代と同様に知らない。
尾藤 望（びとう のぞみ）
声 - 橘田いずみ
ゆずきのクラスメイトで、「アミーゴズ」の一員。眼鏡を掛けており地味な面持ちだが、外すと大きな瞳が露となる。髪はおかっぱ。
夏にアルバイト先で出会った乃村 信夫（のむら のぶお、声 - 山口勝平）から人生初のデートに誘われるも、彼が地獄へ流されてしまったために約束がフイになり、大きなショックを受けていた。
椎名 珠代（しいな たまよ）
声 - 阿澄佳奈
ゆずきのクラスメイトで、「アミーゴズ」の一員。丸顔で太めの体型。おっとりした性格。
八神 邦彦（やがみ くにひこ）
声 - 佐藤雄大
ゆずきのクラスメイト。縦に長い輪郭を持つ。
蒲生と共に「地獄少年団」を自称している、やんちゃなお調子者。存在が失われたゆずきを認識できず、蒲生と共に彼女のことを不思議がっていた。
蒲生 高道（がもう たかみち）
声 - 粕谷雄太
ゆずきのクラスメイト。八神と共に「地獄少年団」を自称している。
平石 逸子（ひらいし いつこ）
声 - 豊崎愛生
ゆずきたちのクラスメイト。
教師の丹下と折り合いが悪く、何かにつけて反発していた。鬱憤に任せて地獄通信にアクセスしてしまい、後に激しく後悔する羽目に陥る。最終的には転校していった。
北山 明（きたやま あきら）
声 - 笹川麗子
ゆずきたちのクラスメイト。
中学生でありながら、山岡電器店にいる人妻・山岡 美津子（やまおか みつこ、声 - 久川綾）に淡い恋心を寄せており、彼女に暴力を振るう夫の誠次（せいじ、声 - 加瀬康之）に義憤を抱く。
湯川 猛 （ゆかわ たける）
声 - 保志総一朗
ゆずきたちのクラスメイトでいじめられっ子。
クラスの同級生から暴行されていたところを大学生の青年・仁志田 晋（にしだ しん、声 - 高橋広樹）に助けられ、彼を兄貴分として慕うようになる。その後、彼のある一面を知り地獄通信へアクセスすることとなる。
片瀬 利々香（かたせ りりか）
声 - 矢作紗友里
ゆずきたちの後輩で1年生。
大人しい人形のような少女で学校からの評価は悪くなかったが、祖母・小枝子（さえこ、声 - 峰あつ子）に溺愛されており、そのせいで学校に波乱が起こることになる。
諸星 綺羅（もろほし きら）、芹沢 夕菜（せりざわ ゆうな）
声 - たかはし智秋、高本めぐみ
ゆずきたちの同級生。
体育教師・曽根アンナとして潜入していた骨女に熱烈な憧れを寄せており、互いをライバル視している。
犬尾 篤志（いぬお あつし）
声 - 水島大宙
家庭の事情でゆずきの学校に転校してきた男子生徒。ゆずきたちとは同級生。両親が離婚したために父はおらず、だらしない母・さくら（声 - 田中敦子）に代わって家事全般をこなす。
とある理由で地獄通信にアクセスしてクラスメイトの鷲巣を地獄へ流した後、精神を病んでしまう。
毎日スーパーで買い物をしている姿をゆずきに見られていたため、彼女から安い野菜を購入できる移動販売車（輪入道と山童が売りに来ている）を紹介される。
鷲巣 貴輝（わしず たかてる）
声 - 白石稔
犬尾のクラスメイトで学級委員。
隣の席になった犬尾の家庭事情に勘付いて力になろうとするが、犬尾の肉親としての情を顧みずに一般論で問題を片付けようとしたため、彼の怒りを買って地獄へ流されてしまう。
稲生 楓（いなお かえで）
声 - ささきのぞみ
ゆずきたちの後輩で2年生。ヘビーなオカルトマニアで通称は「コックリちゃん」。日本人形のような少女。暗い印象で影が薄かったために小学校時代は友達ができなかった。
中学に進んでから始めたコックリさんで皆の悩み事を解決し、一躍周囲の注目を集めるようになる。級友から乞われる依頼がエスカレートしていくにつれ、孤独に戻りたくないあまり、地獄通信で取り返しのつかない過ちを犯してしまう。
市村 和也（いちむら かずや）
声 - 三瓶由布子
ゆずきたちの後輩で1年生。
徒競走が得意で、マラソン大会の首位も学校からも有望視されていた。家は裕福だが母の浪費が目に余り、新聞配達のアルバイトで母の小遣いを稼いでいる。
浜野 知里子（はまの ちりこ）
声 - 悠木碧
ゆずきのクラスメイト。
深夜ラジオ番組『ど深夜のしじま』の大ファンで、毎回リクエストハガキを投稿している。リスナー名はハガキ職人のちぃちゃん。引っ込み事案でおとなしい性格だが、ちぃちゃんであることがクラスメイトに知れ渡り、一躍人気者となる。
松田 友秀（まつだ ともひで）
声 - 間島淳司
ゆずきたちの同級生。母や妹と3人で暮らす母子家庭。
学校ではいじめっ子だが家族思いの側面もあり、貧しい家計を助けるため、高校球児の夢をあきらめて中卒で働こうとしていた。過去に実父を地獄流しにしたことがある。
水原 文男（みずはら ふみお）
声 - 阪口大助
ゆずきたちの同級生。松田のグループにいじめられている。
家は金持ちで、松田が進学をあきらめた野球の名門校に進む予定でいた。他人に流されやすい性格であり、我の無い言動が松田の神経を逆撫でしていた。
丹下 英人（たんげ ひでと）
声 - 石川英郎
数学教師。
生徒たちのためと思い、あえて悪役になることをいとわない真面目な教師だったが、それが災いして悲劇が降りかかることになる。
新山 美和（にいやま みわ）
声 - 小林沙苗
教師。
滅多に怒らない優しい先生として学校では人気だったが、生徒の片瀬利々香との一件で精神的に追い詰められていく。

#### 賽河原市の住人
真山 梓（まやま あずさ）
声 - 柚木涼香
秋恵の家庭教師。
タクシーの運転手だった父が名家の息子・辻乃橋巧（つじのはし たくみ、声 - 金野潤）に暴行されて寝たきりになっており、普段はその世話をしている。その暴行事件を揉み消した秋恵の父・憲久を怨み、彼を苦しめようと秋恵を地獄へ流す。父の死後に辻乃橋を刃物で刺し、その直後に高杉家の家政婦・晴子によって地獄へ流される。
漫画版ではテレビアニメ版同様に辻乃橋を刺そうとするものの、憲久が彼を地獄へ流したことから未遂に終わる。
高杉 憲久（たかすぎ のりひさ）
声 - 銀河万丈
秋恵の父で、賽河原警察署署長。
かつて梓の父の事件を揉み消したことがある。娘の秋恵が梓によって地獄へ流されたことを知り、地獄通信にアクセスして藁人形を受け取るも、最終的には契約を破棄した。
漫画版では辻乃橋を自分が野放しにしたことに責任があると認め、その責任を取るために彼を地獄へ流す。

#### 澪縁の登場人物
地獄少女 澪縁#ゲームオリジナルの登場人物を参照。

### 漫画版の登場人物
藤堂 まりや（とうどう まりや）
『地獄少女R』のキーパーソンの美少女。仲のよい人々を見つけると、その人たちがお互いに憎み合い、地獄通信でお互いを地獄に流し合うように仕向ける。
実は6年前に自宅が火事になり、両親や友達が自分を見捨て逃げたため、「人は誰でも裏切る」と思っていた。そこへ創一から、絶対に裏切らない真の愛を捜すことを持ちかけられ、このような行為をゲームとして始めていた。
最終回で、6年前の火事が創一の仕業だと知らされ、唯一信頼していた創一に絶望しながら病死する。怨みと憎悪と怒りに満ちて死んだ人間として、新たな地獄少女となった。
地獄少女としてのまりやは、地獄の掟を無視し、人間全部を地獄へ送りかねない出鱈目さだった。しかし、あいが人面蜘蛛の計画を暴いたことで、自分が人面蜘蛛から怨みを植えつけられていたこと、そして、まりやのために犠牲となった創一こそが、決して裏切らない真の愛の持ち主と知る。最終的には地獄少女を辞め、生前の罪の清算として「創一と一緒なら地獄も悪くない」と、あいに礼を述べつつ、あいの手で地獄に流された。
藤堂 創一（とうどう そういち）
『地獄少女R』に登場。まりやの遠戚で、兄妹同然に育った仲。「人は誰でも裏切る」と信じるまりやに、「絶対裏切らない真の愛があるかどうか確かめる」という名目で、仲の良い人たちを仲違いさせるゲームを持ちかけ、一緒に実行を続ける。
実は6年前に人面蜘蛛から、まりやが16歳で死ぬ運命にあることと、怨みと絶望の中で死ねば地獄少女として生まれ変わることを知らされていた。ゲームの真の目的は、まりやに怨みを植えつけて、地獄少女として生まれ変わらせて、まりやを死から救うことだった。しかし人面蜘蛛の真意は、まりやを地獄少女として教育することで、創一はずっと、人面蜘蛛の奴隷同然に生きていた。
まりやが地獄少女となった後、まりやを怨む少女が創一の地獄流しを依頼したことで、死亡する。死後も罪により人面蜘蛛に捕われ、地獄以上に厳しい罰に遭っていたが、あいが人面蜘蛛の策略を暴露したことで、まりやと一緒に地獄へ流された。

### 映画版の登場人物
市川 美保（いちかわ みほ）
演 - 森七菜
女子高生。引っ込み思案で、学校でも友達グループになじめず、浮いた存在である少女。魔鬼のライブ中、痴漢に遭ったところを遥に救われたことがきっかけで遥と友達になる。魔鬼に洗脳された遥を救うために魔鬼を地獄に流す。しかしその後、いつか自分も地獄に堕ちる恐怖に怯え続ける結末を迎える。
南條 遥（なんじょう はるか）
演 - 仁村紗和
魔鬼に心酔する少女。奔放で野性味のある性格。魔鬼のオーディションに合格し、コーラスグループの中心となる。魔鬼により生贄にされることを知りつつ、それを承知の上で魔鬼に従う。地獄に流された魔鬼のもとから解放され、地獄に堕ちる恐怖に怯える美保を支える。
御厨 早苗（みくりや さなえ）
演 - 大場美奈（SKE48）
インディーズアイドル。ライブ中、ステージに乱入した長岡に襲われて顔に傷を負う。アイドルの命である顔を失った絶望から、長岡を地獄に送る。魔鬼の企画によりソロ歌手として復帰するが、長岡の母の雅子の逆恨みを買い、地獄に流される。
長岡 拓郎（ながおか たくろう）
演 - 森優作
早苗のステージを襲った青年。27歳。「通りかかって楽しそうだったから傷つけてやろう」という身勝手極まりない理由から早苗の人気を妬んで顔に包丁で重傷を負わせ、魔鬼と工藤に取り押さえられる。逮捕された後の拘留中も謝罪文と偽り、早苗を罵倒する手紙を送りつけたことで早苗の怨みを買い、地獄に流される。その後、表向きでは拘置所から脱走したと報じられた。
長岡 雅子（ながおか まさこ）
演 - 片岡礼子
長岡の母。息子の犯行の謝罪で早苗の家を訪れるが、早苗から長岡を地獄に流したと聞かされる。その怨みから早苗を地獄に送る。その後、早苗を地獄に流したことを早苗の両親に話して「偽善者」と罵倒し、地獄で息子に再会するために早苗の両親の目の前で自殺する。
新庄（しんじょう）
演 - 成田瑛基
魔鬼に側近として仕える男。魔鬼のライブで神を召喚する儀式として、遥を生贄として殺害しようとするが、魔鬼が地獄に流され、逃走する。
魔鬼（まき）
演 - 藤田富
ロック歌手。独自の世界観で、大勢のファンを惹きつけている。その一方で女性問題やバンドメンバーとの暴力沙汰も絶えないが、親からの莫大な遺産があり、金の力で厄介事をもみ消している。暴力団とも接点があり、周囲の人間に薬物を与え、洗脳に近い形で支配している。自分のライブで遥を生贄として神を召喚すると称していたが、美保により地獄に流される。
工藤 仁（くどう じん）
演 - 波岡一喜
フリーのルポライター。母が学生時代にいじめの主犯であった同級生を地獄通信で地獄に流した体験談を聞き、地獄通信に興味を抱く。早苗の襲撃の場に、美保と遥と居合わせ、美保たちや早苗と関わる。美保から遥を救うことを頼まれ、魔鬼の調査を始めるが、深入りしすぎて魔鬼に殺される。